# Taillebourg (Charente Marítimo)

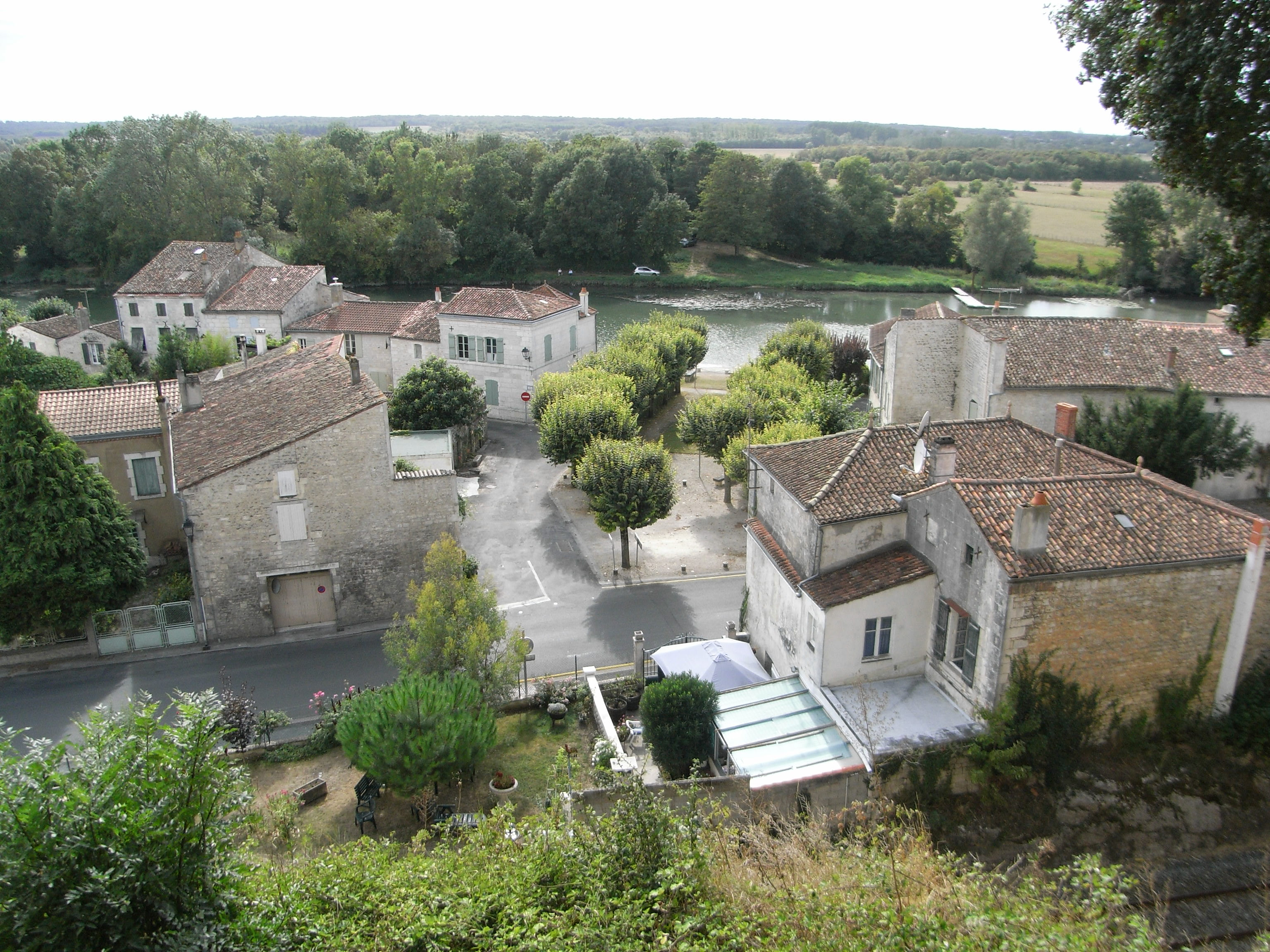
Vista del pueblo desde el castillo

Taillebourg es una comuna francesa situada en el departamento de Charente-Maritime, en la región de Nueva Aquitania.
Famoso por un cuadro de Eugène Delacroix, Taillebourg es hoy un pueblo que se caracteriza por sus casas de piedra en la orilla derecha del río Charente, animado por el turismo de cruceros.
En ella tuvieron lugar tres batallas que llevan su nombre: Batalla de Taillebourg, por su posición estratégicamente importante como cruce del río. También hubo una cuarta acción, un sitio.
El castillo domina el pueblo y fue la fortaleza del rey Luis IX (conocido como 'San Luis'), antes de la batalla epónima de 1242.
El puente antiguo sobre el río Charente fue destruido desde ese entonces, pero existe una gran calzada elevada, que cruza los pantanos circundantes y sirve para mantener el camino abierto, aun en tiempos de inundaciones.

## Detalles
- Dirección Postal: 17350 Taillebourg
- Número de Departamento: 17 FR
- Población: 743[3]
- Longitud: -0.6500000 Latitud: 45.8333015, 9 km desde Saintes